# Adjmaël Halidi
Adjmaël Halidi, né le 12 juin 1986 à Tsémbehou, sur l'île d'Anjouan aux Comores est un poète, nouvelliste et romancier qui écrit en français.

## Biographie
Il vivait auprès de son père sur la Grande Comore. En 1997, il a dû fuir à Anjouan auprès de sa grand-mère lors de la crise séparatiste de 1997.
Parti à Madagascar en 2004 pour poursuivre des études à l'université d'Antananarivo, il publie d'abord ses poèmes sur Internet en 2005 sur le site http://fp-project.com/, ensuite sur son propre site www.adjmael-halidi.com. Son premier recueil de poèmes intitulé Oraisons vespérales sort en 2009, quatre ans après Au rythme des alizés, un recueil de courtes nouvelles.
Il a côtoyé les poètes Henri Rahaingoson alias Di et Serge Henri Rodin lors de son séjour à Tananarive.
Rentré à Moroni en 2008, il co-réalise un court métrage avec la journaliste belge Stéphanie Lepage. Intitulé Un grand cimetière sous la lune, il passe dans de nombreux festivals aux Comores, à La Réunion, en France, à Mayotte, etc.
Deux ouvrages majeurs de la poésie de l'océan Indien publient ses poèmes en 2008. D'abord Invitation to a Voyage - Language Poetry of the Indian Ocean African Islands de Stephen Gray qu'il a rencontré à Antananarivo par l'entremise de Serge Henri Rodin, ensuite Rimeurs slameurs et autres rencontres (D'hier à aujourd'hui), édité par l'Union pour la défense de l'identité réunionnaise.
Il rencontre Marc Smith  à l'île de La Réunion en 2008 et un de ses poèmes paraît dans son ouvrage Stage a Poetry Slam: Creating Performance Poetry Events - Insider Tips, Backstage Advice, and Lots of Examples, publié aux États-Unis en 2009.
Jean-Luc Raharimanana, rencontré quelques années plus tôt à Tananarive, publie une de ses nouvelles en 2011 dans Comores: une littérature en archipel, édité par l'Alliance française de Lecce, en Italie.
Du 13 au 18 mars 2017, il a co-organisé le Salon du livre des Comores et de l'océan Indien avec le Service de Coopération et d'Action culturelle de l'Ambassade de France, l'Alliance française et la Présidence de l'Union des Comores,. On comptait parmi les invités Ananda Devi et Shenaz Patel de Maurice, Carpanin Marimoutou de La Réunion, Johary Ravaloson et Rodolphe Philippe Randriamanantsoa, dit Roddy de Madagascar, Nassur Attoumani et Ambass Ridjali de Mayotte, Saindoune Ben Ali des Comores, etc. Au cours d'un échange avec d'autres invités du Salon, Johary Ravaloson a eu l'idée de créer la revue littéraire Lettres de Lémurie, dont le premier numéro sort en septembre 2018 chez les éditions Dodo Vole.
Il fait la connaissance du dramaturge Alain-Kamal Martial en 2009 à Mayotte. Ce dernier, alors directeur du Service culturel de la collectivité départementale de Mayotte, l'invite à participer à la 3e édition du festival de théâtre LA PASSE EN SCÈNE, qui se déroule en novembre 2010. Adjmaël écrit une pièce de théâtre intitulée UHURU AFRIKA ! et monte une troupe de théâtre. Il met aussi en scène UHURU AFRIKA ! et joue le rôle d'IBN RAPACE, le personnage principal.
Devenu directeur de la bibliothèque départementale de Mayotte, Alain-Kamal Martial met en place le Salon du livre de Mayotte (SALIMA). La 1re édition se tient du 21 au 24 septembre 2017 à Mamoudzou. Invité à cette première édition, Adjmaël Halidi ne prend pas part à ce rendez-vous culturel régional. Il a en revanche répondu présent à la deuxième édition du Salon du livre de Mayotte du 17 au 20 octobre 2019,,,, aux côtés de Jean-François Samlong, Paulina Chiziane, Johary Ravaloson, etc.

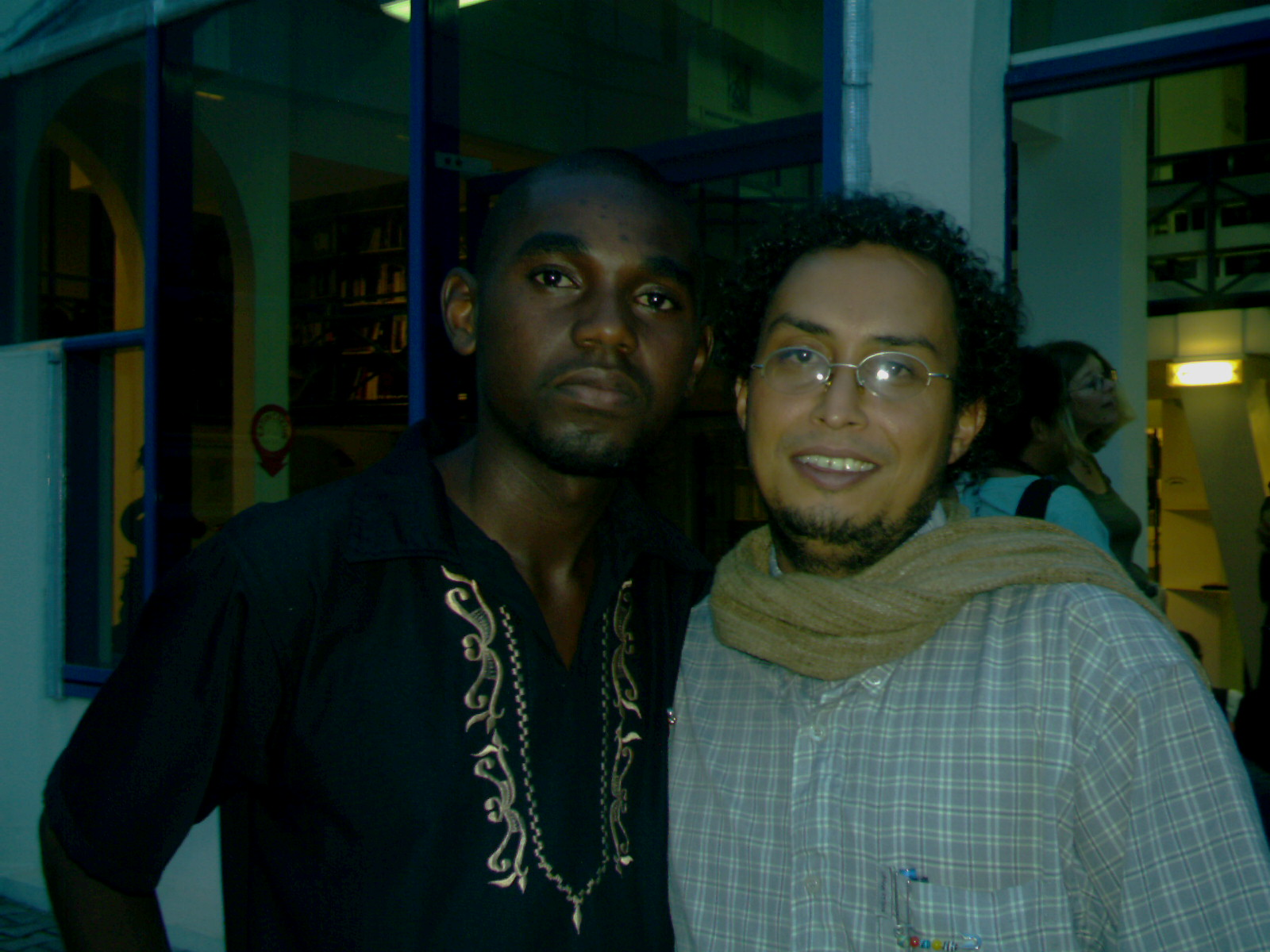
Adjmaël Halidi et le poète réunionnais Babou b'Jalah à Antananarivo en 2005

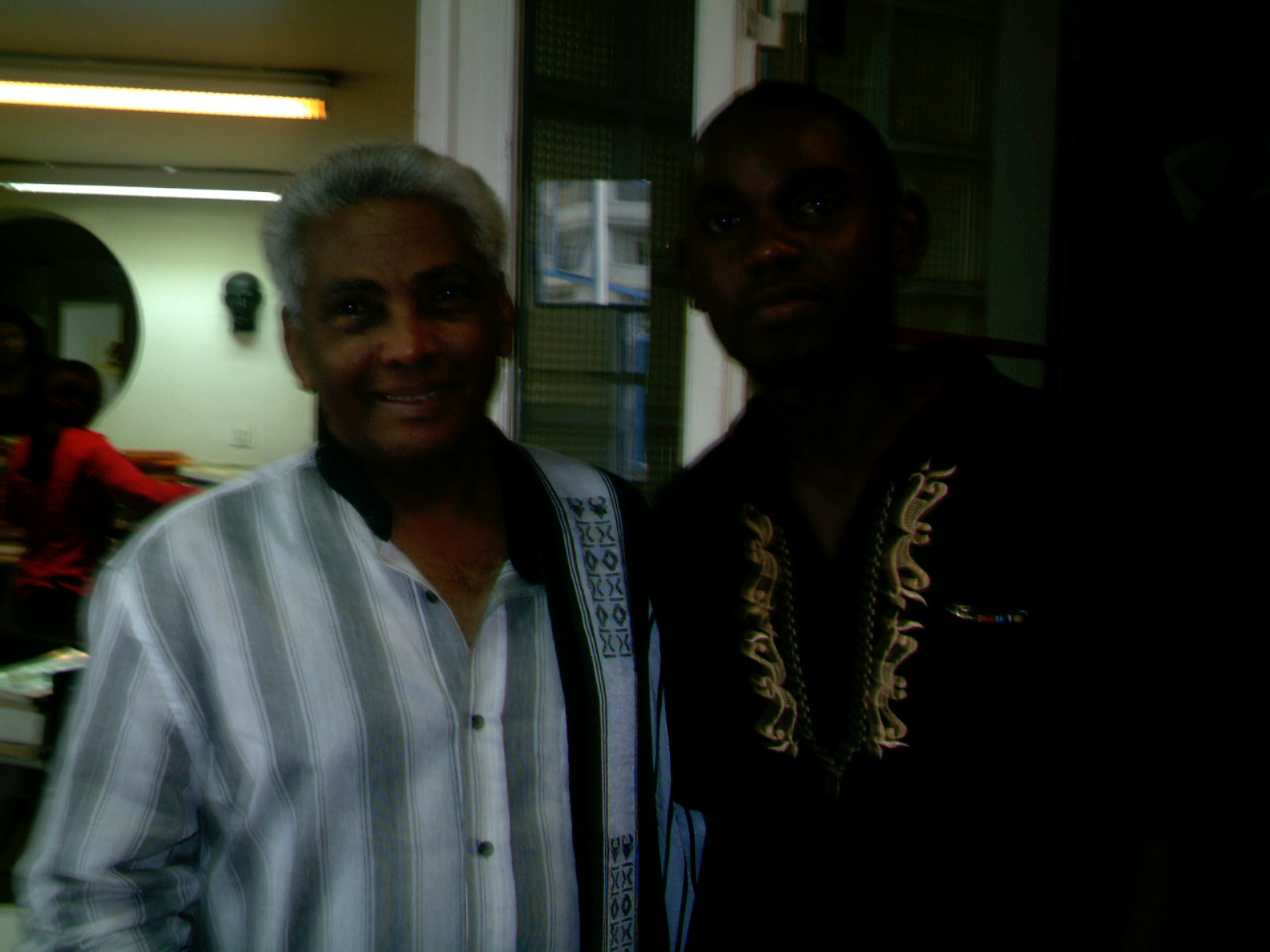
Adjmaël et Philippe Désiré Ramakavelo, poète, ancien général et ministre malgache. À Antananarivo, en 2005.

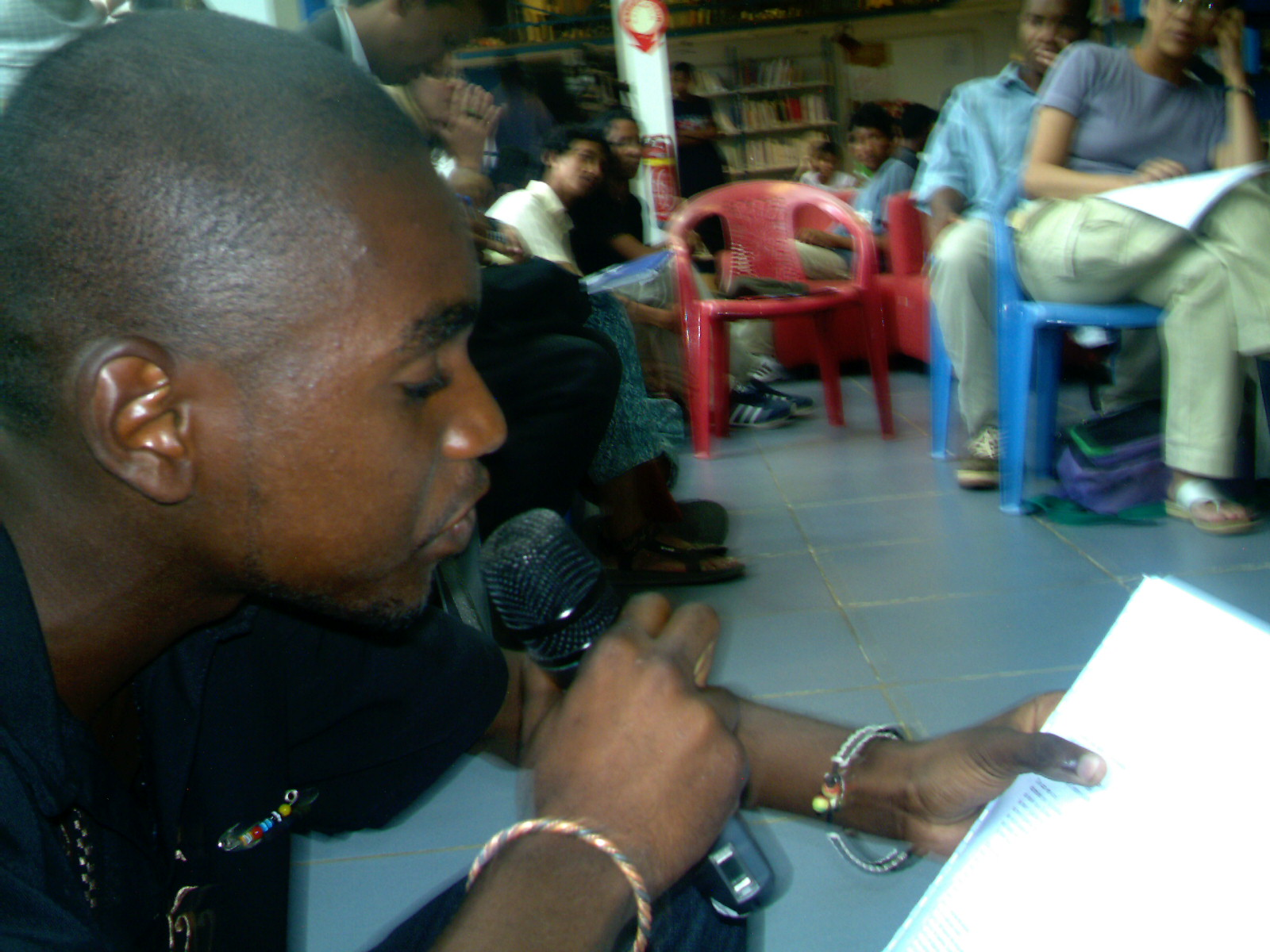
Lecture de poème

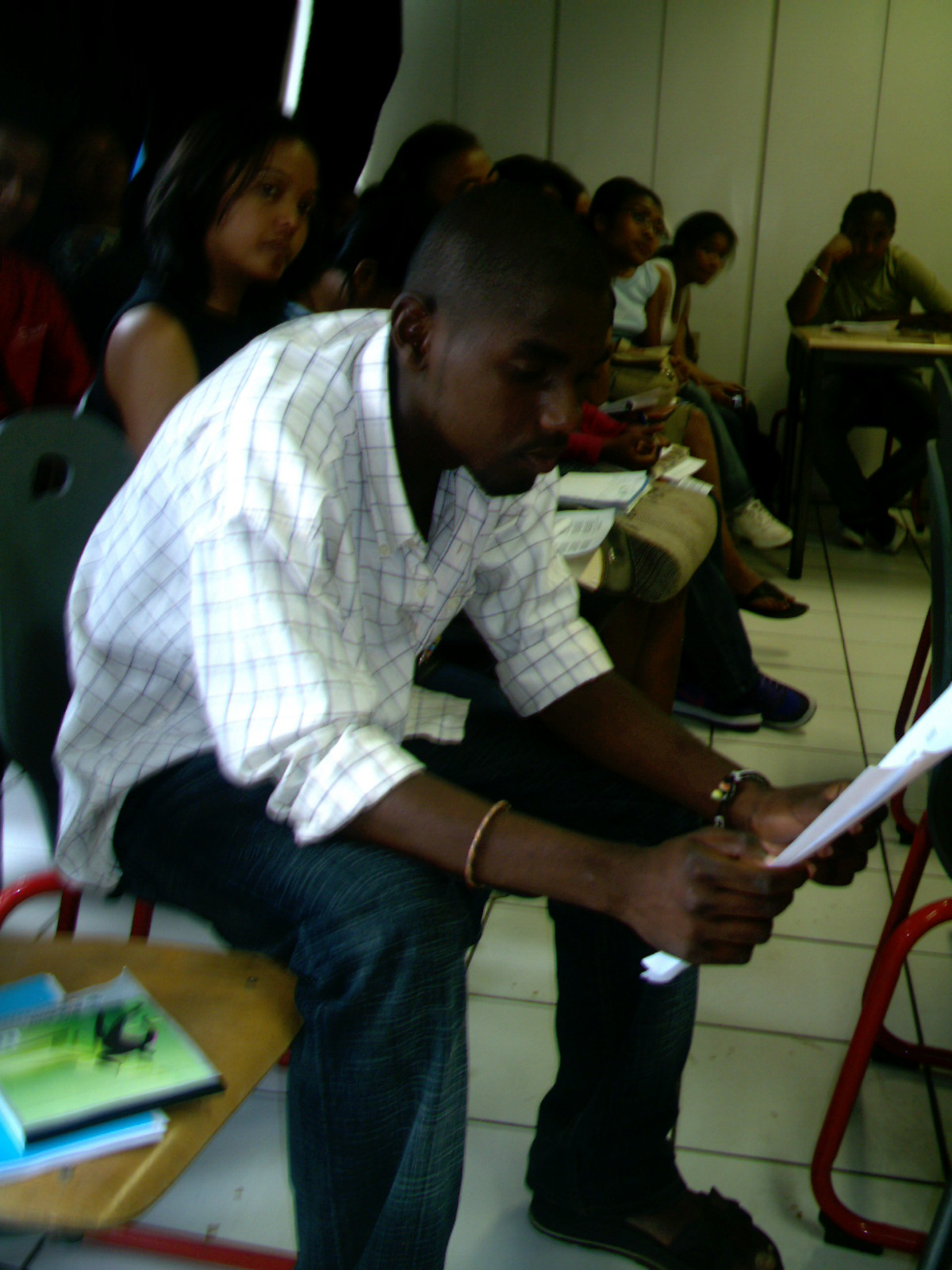
Adjmaël Halidi, Centre culturel Albert Camus, décembre 2005

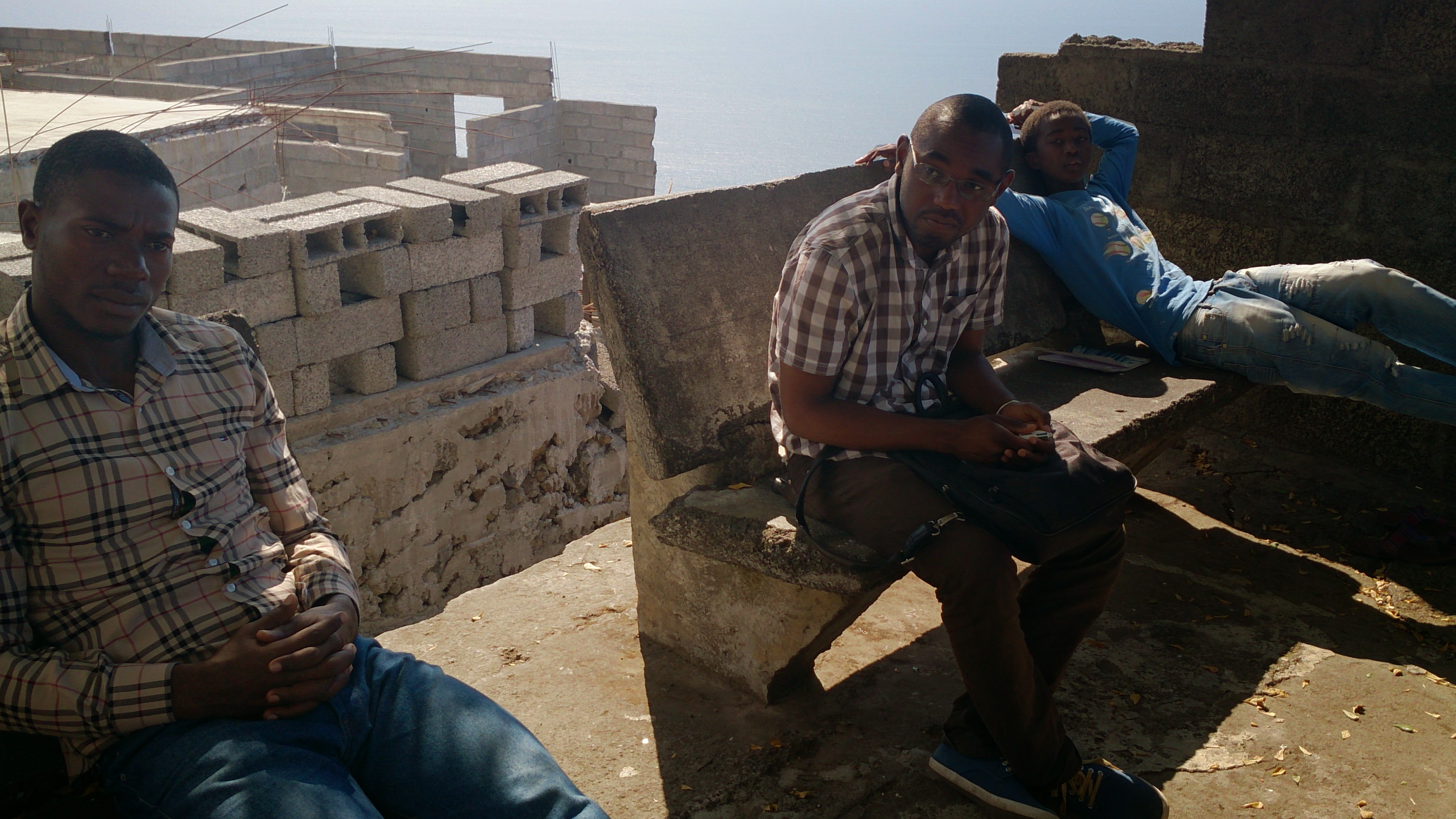
Discussion avec un groupe de jeunes de Ntsinimwashogo lors d'une mission de travail en juillet 2014 à la Grande Comore

## Le poète des îles-lune
Internet devient un espace de prédilection pour Adjmaël Halidi dès l'âge de 18 ans. Alors étudiant à l'université d'Antananarivo, il publie ses poèmes sur fp-project.com, ensuite sur www.adjmael-halidi.com, en 2005. Dans un article paru le 5 janvier 2006 dans le journal réunionnais Témoignages, on le surnomme « le poète des îles-lune» en référence à un de ses poèmes. D'après l'article, « une crise rimbaldienne» l'incite à écrire ses premiers poèmes à l'âge de 13 ans. Auteur multiforme et polygraphe, il publie son premier ouvrage à 20 ans. Son premier recueil de poèmes, intitulé Oraisons vespérales, paraît en 2009 aux éditions de L'Harmattan,.

## Un bref passage au slam
Adjmaël fait partie des membres fondateurs de Madagaslam,, l'association des slameurs malgaches. De 2008 à 2010, il a animé, en tant que slameur, des ateliers d'écriture aux Comores, à Mayotte et à La Réunion,. Invité à Mayotte par l'association Eldorado 3, il a animé des ateliers d'écriture en partenariat avec la direction des affaires culturelles de la préfecture et le vice-rectorat de Mayotte, la direction de l'ingénierie et la logistique culturelles et le service des langues régionales de la collectivité départementale de Mayotte.
Il a représenté les Comores au premier championnat Océan Indien de slam-poésie, organisé en 2008 à La Réunion par l'association Slamlakour, au côté de Zolani Mkiva pour l'Afrique du Sud, Mrisho M'Poto pour la Tanzanie, Comrade Fatso pour le Zimbabwe, Raspyek pour les Seychelles, Msandi Kababa pour le Swaziland, Marina Chichava pour le Mozambique, etc,.

## Carrière de journaliste
De 2008 à 2010, Adjmaël écrit bénévolement pour le journal La Gazette des Comores et l'agence de presse HZK-Presse,,. Il devient ensuite collaborateur du magazine économique Horizon Austral et de l'hebdomadaire Mayotte Avance, basés tous les deux à Mayotte.
De janvier à mai 2017, il devient journaliste à l'ORTC (Office de la radio et télévision des Comores) où il a animé et produit l'émission No man's land, consacrée aux sciences sociales et aux humanités.

## Carrière d'intellectuel et de sociologue
Tenant à faire la distinction entre son travail littéraire et son travail scientifique, Adjmaël publie des ouvrages et des articles académiques et intervient dans les médias et dans des colloques sous le nom d'Adjimaël Halidi ou Adjimaël Ibrahim Halidi. D'après le critique littéraire Christophe Cosker, c'est juste «un « i » qui, entre le « j » et le « m », permet de distinguer deux facettes d'un individu, deux styles d'écritures».
Après avoir créé la maison d'édition Le Palétuvier à Québec en février 2021, il a lancé la revue savante Nouvelles dynamiques africaines afin de promouvoir l'expertise sociale et les arts africains.
Il est titulaire d'un doctorat en sociologie de l'Université Laval.

## Publications
- Au rythme des alizés  (ISBN 978-2916735061), les Éditions de la Lune, 2006.
- Oraisons vespérales  (ISBN 978-2-296-09975-3), L'Harmattan, Collection Poètes des Cinq continents, 2009.
- Nahariat  (ISBN 978-2-914564-79-3) (recueil de nouvelles)[2],[38],, Komedit Éditions, 2011.
- Uhuru Afrika !  (ISBN 978-2-296-56795-5), L'Harmattan, Collection Théâtre des Cinq continents[39], 2012.
- Bako et sa chèvre/Bako na imbuzi yahe (bilingue). Moroni: Komedit, 2017.
- Évanescence. Moroni: Komedit, 2019.
- Cent poèmes avant l'aube. Paris, L'Harmattan, Coll. Poètes des cinq continents, 2021.